# 이근영 (1933년)
이근영(1933년 10월 13일 ~ 2017년 1월 25일)은 대한민국의 공무원 출신 정치인이다. 관선 천안시장, 대전직할시 부시장을 지냈으며 제18·19대 민선 천안시장을 역임했다.

## 역대 선거 결과
|  | 59.20% |

|  | 69.91% |